# M114装甲偵察車
M114装甲偵察車は、ベトナム戦争時にアメリカ陸軍で使用された装軌式の偵察戦闘車である。本車は1960年代にゼネラルモーターズ傘下のキャデラック部門によって製造された。
M114の設計は、高速性と隠密性に重点を置いた。より大型のM113装甲兵員輸送車のように、本車も浮航能力が付与され、パラシュート投下が可能なように作られている。しかし、M113が最も成功した装甲車両の1つであるのと異なり、本車はベトナム戦争の運用において不適であることが確認され、偵察任務はM551シェリダン空挺戦車に変更された。
1973年には本車は失敗作であるとみなされ、アメリカ陸軍から退役した。しかし、少数車両が余剰として放出され、警察部門で使用され続けた。

## 概要
M114は、軽量・低姿勢の車両であり、M113の指揮・偵察任務の補助として設計された。M113を小型低姿勢化にしたように見えるが、本車は浮航能力を持ち、推進は履帯によって行われる。また、輸送機によって運ぶには十分に軽量であり、パラシュート投下も可能である。
M114の車長用キューポラは、12.7mm重機関銃M2の射撃時にはハッチを開くことが必要であり、車長用ハッチは備えつけの12.7mm重機関銃M2とともに360度旋回可能。派生型のM114A1では、手動の旋回・俯仰機構の操作によって、内部から12.7mm重機関銃M2の射撃ができ、また、M114A2（またはM114A1E1）は油圧駆動のキューポラを持ち、20mm機関砲M139を搭載した。車体後部の観測手は、銃架に据えられた1丁の7.62mm機関銃M60の射撃を受け持った。さらに、後部ドアにはM72A1 LAW対戦車ロケットを3門収納する場所が設けられた。
M114はアルミニウム装甲で構成され、重量は空虚重量が5.94t、戦闘重量は6.846tに達する。
容積283立方インチのシボレー283 V型8気筒ガソリンエンジンによって駆動する。このエンジンは160馬力を出力する。3名の搭乗員で運用され、最高速度は58km/hである。

## ベトナム戦争
ベトナム戦争は、兵装の試験場となった。しばしば改善がアメリカ合衆国内で行われ、ベトナムへ試験のために送られた。また、時には計画がベトナムで始まることがあった（例えば、この戦争の特別なニーズに適するものであったACAV（M113やM551シェリダン用のArmored Cavalry Assault Vehicleキット。直訳すると装甲騎兵突撃車両キット）が車両に装着されるなど）。しかし、M114は後述のとおりベトナムでの運用が不適格であることが確かとなり、ベトナムから撤退させられることとなった。
M113は、1962年にベトナム戦争へ投入され、成功を収めた。これにより、同様の小型車両であるM114が同年中にベトナム戦争へ投入された。M113は、ベトナム共和国陸軍（ARVN）機械化歩兵大隊を搭乗させて運用された。M114は主に偵察大隊に配属された。1個ARVN偵察大隊は、指揮中隊および3個中隊から成り、各部隊に6両のM114が配備される。80両のM114が4個偵察大隊のために使用された。
M114は、ベトナムで作戦に従事した間、馬力不足で機械的信頼性に欠けることを露呈し、縦走能力を要求される作戦活動において極度の困難を生じた。M113と比較して小型軽量であるため、樹木をなぎ倒しジャングルを走破する能力も劣っていた。さらに致命的であったのは、対戦車地雷に対する防御力の欠如だった。M113は対戦車地雷1個分でほぼ大破させられたが、M114はその半分に相当する威力でも原形を残さずに吹き飛ばされてしまった。1964年11月までにM114はベトナムから引き下げられ、より信頼性のあるM113に変更された。
アメリカ陸軍には不幸なことであったが、ベトナムにおけるM114の戦訓は最高司令部によって無視され、M114はベトナム以外の国々、ヨーロッパ、韓国、アメリカ合衆国、その他において偵察部隊に配備された。1973年、クレイトン・エイブラムス将軍はM114が失敗作であることを宣言し、本車をアメリカ陸軍から退役させるよう命令した。
退役後のM114の一部は民間に払い下げられ、大道具としていくつかのハリウッド映画に出演している。また、ニューヨーク市警の装備として使われたものは、1988年のトンプキンス・スクエア・パーク暴動の鎮圧などに出動している。

## 派生型
T114
試作車両。
M114
量産型。
M114A1
新規に人力駆動の車長用キューポラと、12.7mm重機関銃M2を内部から発射できる兵装ステーションを設けた。トリムベーンが補強された。
M114A2
1969年当初、M114A1E1と呼称された。12.7mm重機関銃M2を撤去し、20mm機関砲M139を装備。キューポラは油圧駆動となった。

## 登場作品

### 映画
『キングコング2』
アメリカ陸軍のM114が登場。数両がキングコングを追撃するが、反撃を受けて破壊されてしまう。なお、一部の車両は機関砲を装備する砲塔を搭載しているが、この砲塔は撮影用プロップで、実際に機関砲を装備するM114A2のものとは形状が異なっている。
『裸の銃を持つ男 PART2 1/2』
ドアや壁を破るための破城槌を装備した、ロサンゼルス市警察SWATの装甲車として登場。主人公、フランク・ドレビンが操縦し、犯人の立てこもった家に突入するが、レバーが折れて暴走してしまう。塗装が異なる同じ車両が映画『Crack House』にも登場している。

### ゲーム
『Wargame Red Dragon』
NATO陣営のアメリカ軍デッキで使用可能な偵察戦闘車としてA1とA2が登場する。